# Jennifer Hudson (album)
Jennifer Hudson è l'album di debutto della cantante R&B statunitense Jennifer Hudson, pubblicato il 27 settembre 2008 dalla Arista Records.

## Tracce
| #                                   | Titolo                                 | Durata | Compositori                                                                                        | Produttori                 |
| ----------------------------------- | -------------------------------------- | ------ | -------------------------------------------------------------------------------------------------- | -------------------------- |
| 1                                   | Spotlight                              | 4:10   | Shaffer Smith, Mikkel S. Eriksen, Tor Erik Hermansen                                               | Stargate, Ne-Yo            |
| 2                                   | If This Isn't Love                     | 3:36   | Theron Thomas, Terry Thomas, Brian Kennedy                                                         | Brian Kennedy              |
| 3                                   | Pocketbook feat. Ludacris              | 3:19   | Candice Nelson, Hannon Lane, James Washington, Timothy Mosley, Christopher Bridges                 | Timbaland, Jim Beanz       |
| 4                                   | Giving Myself                          | 4:15   | Robin Thicke                                                                                       | Robin Thicke, Pro Jay      |
| 5                                   | What's Wrong (Go Away) feat. T-Pain    | 3:47   | Faheem Najm                                                                                        | T-Pain                     |
| 6                                   | My Heart                               | 3:33   | Jason Perry, Kennedy, Johntá Austin, Polow da Don                                                  | Polow da Don               |
| 7                                   | You Pulled Me Through                  | 3:40   | Diane Warren                                                                                       | Harvey Mason, Jr., Kennedy |
| 8                                   | I'm His Only Woman feat. Fantasia      | 4:18   | Missy Elliott, Jazmine Sullivan, Jack Splash                                                       | Splash, Elliott            |
| 9                                   | Can't Stop the Rain                    | 4:44   | Amund Bjorklund, Mikkel Hermansen, Tor Eriksen, Espen Lind, Shaffer Smith                          | Stargate, Ne-Yo            |
| 10                                  | We Gon' Fight                          | 4:02   | Durrell Babbs, Antonio Dixon                                                                       | Tank                       |
| 11                                  | Invisible                              | 3:43   | Tiffany Fred, Steven Russell, The Underdogs                                                        | The Underdogs              |
| 12                                  | And I Am Telling You I'm Not Going     | 4:43   | Tom Eyen, Henry Krieger                                                                            | The Underdogs              |
| 13                                  | Jesus Promised Me a Home Over There    | 4:24   | Traditional                                                                                        | Warryn Campbell            |
| Bonus track versione iTunes         |                                        |        | |                            |
| 14                                  | All Dressed in Love                    | 3:22   | Cee-Lo, Matt Kahane, Salaam Remi                                                                   | Remi                       |
| 15                                  | Spotlight, Pt. 2 feat. Young Jeezy     | 5:07   | Shaffer Smith, Mikkel Hermansen, Tor Eriksen                                                       | Stargate, Ne-Yo            |
| Bonus track versione Target (U.S.)  |                                        |        | |                            |
| 14                                  | Stand Up                               | 4:06   | Jennifer Hudson, Earl Powell, Walter English, Bill Grainer, Arr. Herman Little III & Patrick Hayes | Earl Powell                |
| 15                                  | Spotlight (Moto Blanco Radio Mix)      | 4:12   | Shaffer Smith, Mikkel Hermansen, Tor Eriksen                                                       | Stargate, Ne-Yo            |
| 16                                  | Spotlight (D. Hotwheel & Fidelity Mix) | 3:44   | Shaffer Smith, Mikkel Hermansen, Tor Eriksen                                                       | Stargate, Ne-Yo            |
| Bonus track versione inglese        |                                        |        | |                            |
| 14                                  | All Dressed in Love                    | 3:22   | Cee-Lo, Matt Kahane, Salaam Remi                                                                   | Remi                       |
| 15                                  | Stand Up                               | 4:04   | Jennifer Hudson, Earl Powell, Walter English, Bill Grainer, Arr. Herman Little III & Patrick Hayes | Earl Powell                |
| Bonus track versione iTunes inglese |                                        |        | |                            |
| 14                                  | Spotlight (Afroganic Mix)              | 4:12   | Shaffer Smith, Mikkel Hermansen, Tor Eriksen                                                       | Stargate, Ne-Yo            |